# Offizier im besonderen Einsatz
Offizier im besonderen Einsatz (OibE) war eine hochrangige Position innerhalb des Ministeriums für Staatssicherheit (MfS) in der DDR. OibEs spielten eine bedeutende Rolle im Sicherheits- und Überwachungsapparat der DDR und waren oft in Überwachung, Spionage und Geheimdienstarbeit tätig.

## Etymologie
Der Begriff Offizier im besonderen Einsatz (OibE) (OibE) oder Offizier für besondere Verwendung leitet sich aus der spezifischen terminologischen Struktur des Ministeriums für Staatssicherheit (MfS) der Deutschen Demokratischen Republik (DDR) ab, in deren offiziellen Sprache das MfS oft als das „Schild und Schwert der Partei“ bezeichnet wurde.
Die Bezeichnung Offizier verweist auf die militärische Hierarchie und den Status der Mitarbeiter im MfS. Im besonderen Einsatz oder für besondere Verwendung kennzeichnete den speziellen und geheimdienstliche Zweck ihrer Aufgaben und Tätigkeiten. Diese Offiziere waren im Rahmen des MfS oft in den Bereichen Überwachung, Spionage, und Geheimdienstarbeit tätig. Ihre Bezeichnung sollte die Diskretion und Vertraulichkeit ihrer Arbeit betonen, da die meisten Aktivitäten des MfS im Verborgenen und außerhalb der Öffentlichkeit stattfanden. 
Die OibE waren nur ein Teil der „Hauptamtlichen Mitarbeiter“. Die so bezeichneten Personen waren Vollzeitangestellte des MfS – im Gegensatz zu den „Inoffiziellen Mitarbeitern“ (IM), die informelle und oft freiwillige Aufgaben für die Staatssicherheit übernahmen. Hauptamtliche Mitarbeiter waren fest in die MfS-Struktur integriert und erhielten ein Gehalt für ihre Dienste.

## Organisation und Funktion
Die Offiziere im besonderen Einsatz des Ministeriums für Staatssicherheit (MfS) bildeten eine herausragende Stütze des SED-Herrschaftssystems in der DDR und schworen mit dem Fahneneid des MfS, die DDR „auf Befehl der Arbeiter- und Bauern-Regierung gegen jeden Feind“ zu schützen und „die Feinde des Sozialismus auch unter Einsatz ihres Lebens zu bekämpfen.“ Der Dienst im MfS bot den Mitarbeitern ein überdurchschnittlich hohes Einkommen, exklusive Versorgung mit Gütern und Dienstleistungen sowie Bildungschancen, selbst ohne formale Qualifikationen wie Fach- oder Hochschulreife.
Die Arbeit als OibE erfolgte undercover. Ihre Hauptaufgaben umfassten die Überwachung des Sicherheitsbeauftragtensystems in Betrieben, Residenturen und das Sicherheitspersonal in DDR-Auslandsvertretungen. Spezielle OibE-Gruppen bestanden zum Beispiel im Innenministerium der DDR, im Entwicklungszentrum von Robotron oder in der Kriminalistik-Sektion der Humboldt-Universität. Im Jahr 1983 gab es 3.471 OibEs, doch ihre Zahl ging später zurück. 1988 waren in 27 Diensteinheiten der MfS-Zentrale insgesamt 1.856 OibEs tätig.

## Bekannte OibEs
Einer der prominentesten bekannt gewordenen OibE war der Devisenbeschaffer Oberst Alexander Schalck-Golodkowski als Staatssekretär, stellvertretender Minister und Leiter des Bereichs Kommerzielle Koordinierung im Ministerium für Außenhandel. Dieser Fall war andererseits für die übliche Praxis untypisch, wie auch der des Staatssekretärs Harry Möbis, der als Leiter der Inspektion beim Ministerrat einen Bereich leitete, der als abgedecktes Funktionalorgan des MfS auch Außenstehenden weitgehend bekannt war. Ihm waren die offiziell dem MfS zuarbeitenden Sicherheitsbeauftragten in Ministerien und Betrieben (zum großen Teil OibE) nachgeordnet. Üblicherweise vermied es das MfS, OibE in exponierten offiziellen Funktionen zu installieren, die mit hoher Verantwortung und direkter Rechenschaftspflicht gegenüber den zuständigen Partei- und Staatsorganen verbunden waren, und platzierte sie auf nachgeordneten Ebenen.
Als Offiziere im besonderen Einsatz des Ministeriums für Staatssicherheit fungierten:
- Günter Guillaume, persönlicher Referent des Bundeskanzlers Willy Brandt
- Adolf Prokop, Fußballschiedsrichter.
- Ehrenfried Stelzer, Direktor der Sektion Kriminalistik der Humboldt-Universität zu Berlin.